# 波隆納機場

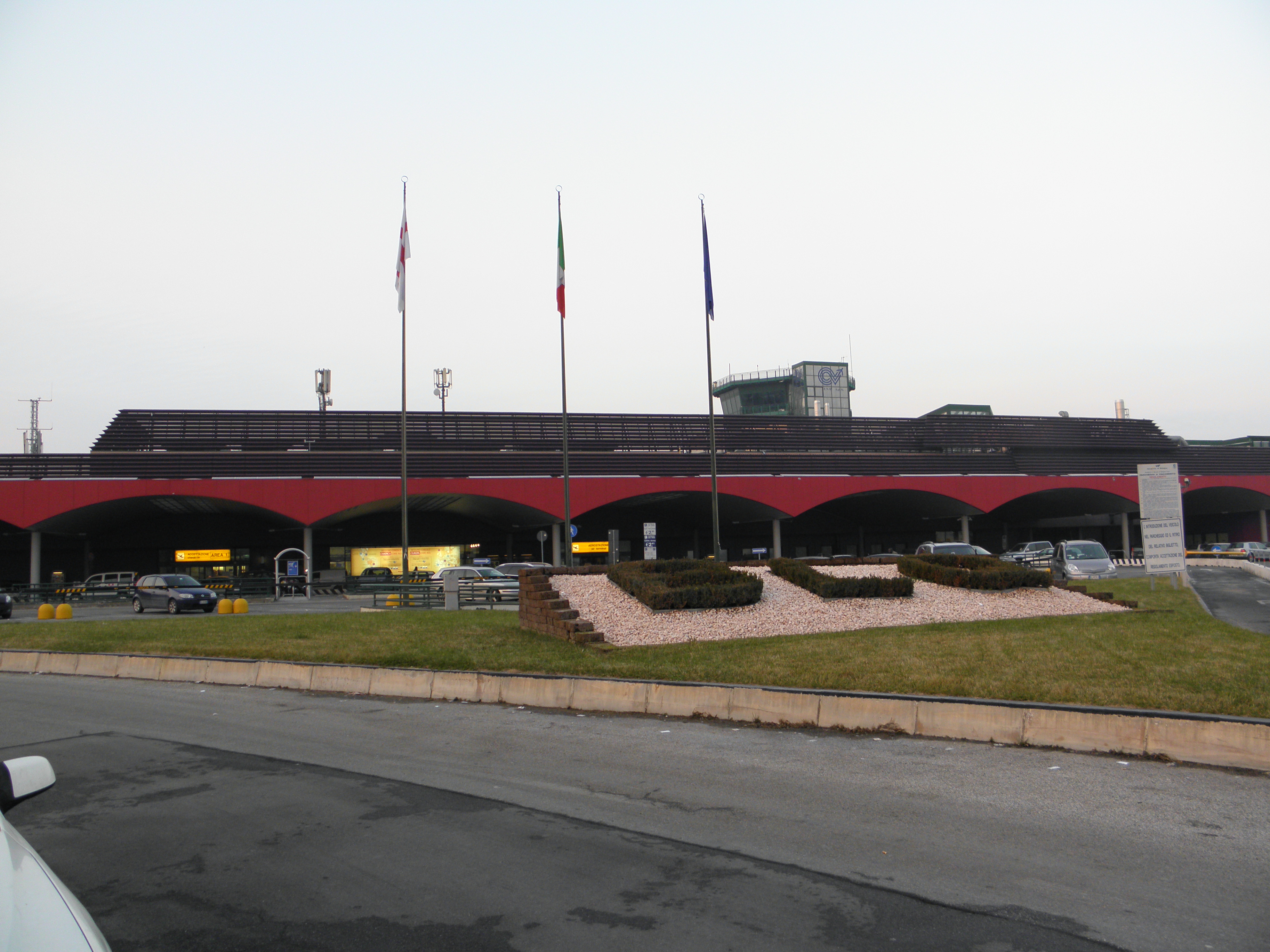
機場航廈

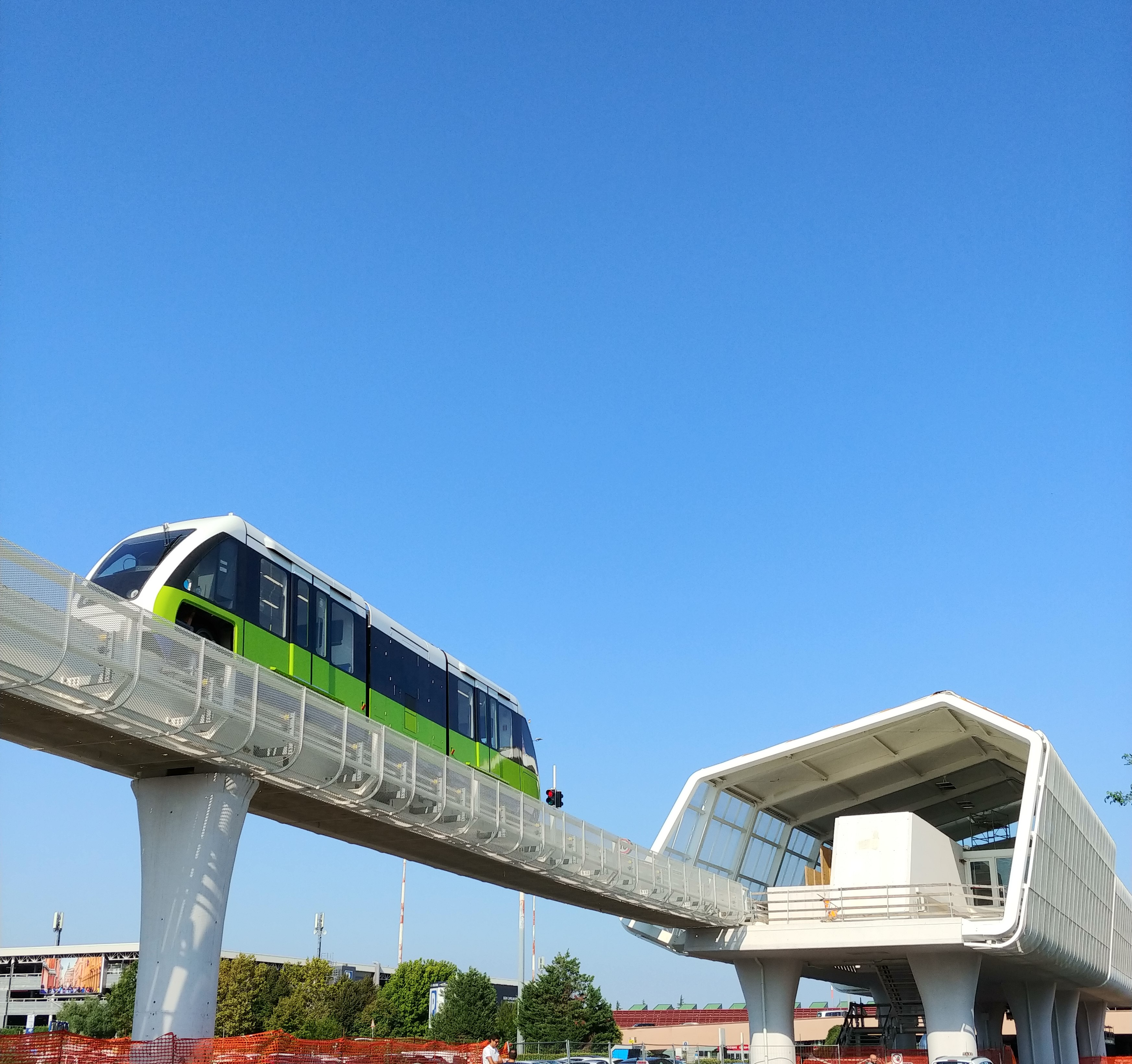
連接至波隆那中央車站的馬可尼快線單軌鐵路

波隆納-古列爾莫·馬可尼機場（義大利語：Aeroporto di Bologna-Guglielmo Marconi）是波隆納的國際機場之一。正式名稱是波隆納-博格潘尼格爾機場（義大利語：Aeroporto di Bologna-Borgo Panigale）。位於艾米利亞-羅馬涅大區中心城市波隆納的向西北離6km、米蘭向東離200km。

## 外部連結
- 波隆納機場官方網頁 （页面存档备份，存于） （英文）